# Euchaetis flexilis
Euchaetis flexilis är en vinruteväxtart som beskrevs av Eckl. & Zeyh.. Euchaetis flexilis ingår i släktet Euchaetis och familjen vinruteväxter. Inga underarter finns listade i Catalogue of Life.